# Turdus rufopalliatus
Turdus rufopalliatus е вид птица от семейство Turdidae.

## Разпространение
Видът е разпространен в Мексико и САЩ.